# Тюменське ханство
Тюменське ха́нство — сибірськотатарська феодальна держава в Західному Сибіру, що утворилася в середині XIV століття. Було спадкоємцем Золотої орди та Білої орди. Тривалий час була неоднорідним об'єднанням. З XIV ст. правилося династією Шейбанідів. Лише у 1468–1495 роках перетворилася на більш централізовану та потужну державу. Підкорена володарями Сибірського ханства.

## Історія
Початок утворення цієї держави пов'язують з легендарним Тайбугою, що мешкав у 1220-х роках. Втім Тайбуга — це лише посада або титул в Золотій орді та Білої орді. Він став засновником так званого Тайбугінського юрту — кланово-родовим утворенням. Втім воно було залежним від ханів Синьої, потім Золотої орди. У XIV ст. володарі юрту визнали себе васалами Улусу Шейбана. Втім незабаром розпочалася боротьба за ці землі між різними гілками роду Шейбанідів.
У 1382 році тут отаборився Арабшах з Шибанідів. Фактичним засновником Тюменського ханства став Тохтамиш, коли 1396 року захопив тут владу. 1406 року після його загибелі став правителем Чекрі, що розглядав ці володіння як базудля боротьбу за трон Золотої Орди.
1413 року цими землями опанував Давлат-шейх, який власне й  заклав основи самостійного ханства. З цього часу Чімгі-Туре стає столицею держави Давлат-шейх. За його життя не прийнято було назву Тюменське ханство. Це скоріше визначення пізніших істориків, що дали назву цьому утворенню виходячи з пізнішої назви Чімгі-Туре — Тюмень. Також Тюменню за часів шейбанідів називали область у середній течії річки Тобола і межиріччі його приток Тавди й Тури.
Владу Давлат-шейха визнали і деякий місцеві родові «князі» мансі і хантов. Проте він не був найсильнішим шейбанідським володарем: на відміну від своїх суперників Мустафа-хана (володів землями між Ішимом та Тоболом) і Джумадук-хана (землі північного Казахстану) він навіть не прийняв ханського титулу. Водночас інший правитель, чиї володіння розташовувалися в безпосередній близькості від Чимгі-Тури — Махмуд-ходжа — у 1428 році прийняв ханський титул, і його також вважають частковим володарем Тюменського ханства.
У 1426 році Давлат-шейх помер, і його володіння опинилися під контролем емірів племені буркут, панівного в Чімгі-Туре. Спадкоємець Давлат-шейха — Абу'л-хайра Убайдаллаха було відправлено до Джумадук-хана. Після загибелі останнього у 1428 році Абу'л-хайр за допомогою мангитських емірів знову підпорядкував собі Чімгі-Туру і весь улус свого батька. Буркутські еміри Кібек-ходжа та Адад-бек підкорилися без спротиву. До 1429 року Абу'л-хайр підкорив сусідні кочові роди, ставши новим засновником Тюменського ханства. Він першим став карбувати монету ханства. З цього моменту починається поступове піднесення цього ханства.
Після цього було взято курс на підкорення сусідніх шейбанідських держав. У 1430 році переможено Махмуд-ходжу, в результату чого до Тюменського ханства приєднані землі від Обі та Іртиша (на півночі) до Мангитського улусу (на півдні). Того ж року підкорено було Хорезм. У 1431 році війська Тюменського ханства завдали поразки Ахмад-хану, володарю Великої орди, було захоплено ставку останнього Орду-Базар. В результаті Абу'л-хайр оголосив себе головою роду Джучі. Після цього рушив проти союзних сил Мустафи-хана та Ваккас-бека (північних володарів), які зазнали рішучої поразки. З цього моменту усі шейбанідські володіння опинилися у складі Тюменського ханства.
Слідом за цим було влаштовано похід до Середнього Азії, в результаті якого підкорено важливі торгові міста Сигнак, Сузак, Узгенж й Ак-Курган. Втім лише у 1444–1445 році остаточно підкорено ці міста. У 1446 році хан Абу'л-хайр переніс столицю держави з Чімгі-Тури до Сиґнаку. З 1447 року війська рушили на підкорення усієї Середньої Азії. Проте такі дії зрештою призвели до розпаду цієї держави. В результаті у 1450-х роках затвердився троюрідний дядя Абу'л-хайра — Хаджа-Мухаммад-хан. Остаточно затвердив владу свого роду старший син останнього Махмуд-хан, який володарював нетривалий час.
У 1465 році відбувся перехід влади до Саїд-Ібрагіма (більш відомий як Ібак). Того ж року відбувся похід московського воєводи Василя Скриби до північного Зауралля (Югри), яка була залежною від Тюменського ханства. Втім саме за правління Ібака Тюменське ханство досягло найбільшої могутності. Невдовзі після сходження на трон він відновив владу хана над усіма улусами та залежними племенами Сибіру. У 1469 році в союз з Ахмад-ханом, володарем Великої орди, вдерся до Середньої Азії, де володарювали узбецькі Шейбаніди. В результаті цього походу було захоплено Самарканду та найбільш міста. За наказом тюменського хана було страчено узбецького хана Шейх-Хайдар-хана, сина Абу'л-хайра. У 1471 році тюменські війська спустошили землі Астраханського ханства, захопивши столицю Хаджі-Тархан.
У 1480 році укладається союз між Тюменським ханством та великим князівством Московським, де тоді правив Іван III, проти Великої орди. Цей союз зіграв важливу роль у протистоянні Московії з Великою ордою (відоме як Стояння на річці Угрі). Саме дії тюменського хана Ібака в тилу Ахмад-хана змусило того не розпочинати значних дій з московитами та відступити вглиб своїх земель. У 1481 році тюменські війська захопили ставку Ахмад-хана, якого власноруч вбив хан Ібак. В результаті хани Великої орди визнали зверхність над собою Тюменської держави. Також було укладено союз з Казанським ханством. Кочову ставку великоординського хана Орду-Базар було переведено до Чімгі-Туру, а Ібак став титулювати себе як верховний султан Ібрагім-хан.
Проте більша увага хана Тюмені призвела до послаблення влади у північних володіннях — Конді, Пелимі, Коді, що вже в 1483 році визнали владу Московської держави. Це призвело до подальшої переорієнтації фінно-угорських князьків з Тюмені на Москву. До 1485 року владу великого князівства Московського визнало Пелимське князівство та кодські ханти, що призвело до втрати Тюменського ханства джерела доходів від хутра. У 1487 році було повалено союзника Ібак-хана — Алі-хана, казанського хана. Значна частина казанської знаті емігрувала до Тюменського ханства. У 1489 році відправлено протест до Москви щодо повалення Алі-хана, проте марно. Це призвело до погіршення стосунків Тюменського ханства з великим князівством Московським. В результаті у 1491 році Ібак-хан спустошив частину земель Казанського ханства, васала Московії.
Втім, згодом діяльність переключилася на Астраханське ханство. У 1492 році знову було підкорено Хаджі-Тархан. На час перебування у поході Ібака намісником у Чімгі-Турі був брат (або небіж) Мамук-хан. У 1495 році Ібак-хана було вбито Мухаммед-беком з роду Тайбугідів, володарів Іскерського юрту. Останній в результаті став засновником Сибірського ханства. В результаті загибелі Ібак-хана землі Тюменського ханства обмежилися родинними володіннями сибірських Шейбанідів.
Новий володар — Мамук-хан планував продовжити політику попередника. У 1495 році спробував підкорити Казань, проте невдало. Лише у 1496 році Мамук-хан захопив Казанське ханство. Втім дії Мамук-хана викликали несприйняття серед казанської знаті, в результаті він швидко втратив владу й вимушений був повернутися до Чімгі-Тури. З цього моменту відбувається остаточний занепад Тюменського ханства. Останні володарі — Агалак-хан та Кутлук-хан — намагалися продовжувати активну зовнішню політику, проте зазнали поразки. Близько 1510 року столицю Чімгі-Туру та усі землі Тюменського ханства було захоплено Тайбугідами з Сибірського ханства.

## Економіка
Основними галузями були скотарство, риболовля, полювання на хутряного звіра, посередницька торгівля. Важливим джерелом доходу ханської скарбниці було отрмання ясаку (податку)  хутром від підвласних племен і князівств. 
Чімні-Тура була важливим центром торгівельного шляху (відомого як Казанський), що тягнувся від Булгарського улуса (згодом Казанського царства) через уулси ойратів до Імперії Мін.